# ميكاه إيفانز
ميكاه إيفانز (بالإنجليزية: Micah Evans)‏ (3 مارس 1993 بمانشستر في المملكة المتحدة - ) هو لاعب كرة قدم بريطاني في مركز الهجوم. لعب مع بلاكبيرن روفرز وستوكبورت كونتي وماكليسفيلد تاون ونادي أكرينغتون ستانلي ونادي بيرنلي ونادي تشيسترفيلد ونادي ساوثبورت ونادي هيرفورد ونادي ووستر سيتي.

## وصلات خارجية
- ميكاه إيفانز على موقع قاعدة بيانات كرة القدم.إي يو (الإنجليزية)
- ميكاه إيفانز على موقع Soccerbase.com (لاعب) (الإنجليزية)
- ميكاه إيفانز على موقع Soccerway.com (الإنجليزية)